# Monument aux morts de Saint-Pierre
Le Monument aux morts de Saint-Pierre est un monument aux morts érigé dans la ville de Saint-Pierre située dans le département en région (outre-mer) de La Réunion.
Lors de la Première Guerre mondiale, La Réunion était une colonie dirigée par le gouverneur Pierre Louis Alfred Duprat (23 novembre 1913-1er juin 1919). 14 355 Réunionnais ont été mobilisés et 12 % d'entre eux ne reviendront pas, soit environ 1 700 soldats.
Une telle saignée dans une population peu nombreuse, à l'époque, est une catastrophe. D'où l'importance pour la Réunion de montrer son patriotisme à travers ses monuments.

## Emplacement
Le monument aux morts de Saint-Pierre est situé en face de la mairie , au centre-ville de Saint-Pierre. Il se trouve dans un parc dans la continuité de la rue Augustin Archambaud. Il fut placé près de la mairie afin que l’État réaffirme la laïcité et que le monument n'appartienne pas au domaine religieux, comme dans de nombreuses communes.

## Structure
Ce monument est délimité par un contour en béton blanc, dans lequel il y a du gravier, à l'origine qui se trouvait dans la terre de France. La statue représente un poilu en pied vêtu de son uniforme qu'il portait dans les tranchées (manteau d'officier.) Son pied gauche repose sur une pierre. Derrière son pied, on peut observer une caisse.
Il porte le casque Adrian et une ceinture où l'on voit son nécessaire pour vivre et combattre dans les tranchées (étui «  Jambon », un revolver). Il semble habillé pour l'hiver (capote, écharpe…). Il porte des brodequins et des guêtres. Le poilu se repose les bras croisés sur son fusil Lebel.
Jean Boucher réalise la statue qui est fondue à Paris par la fonderie Alexis Rudier, dans les années 1920. C'est une sculpture en fonte.

## Inscriptions
En dessous de la statue est inscrit « Aux anciens combattants ». Cette plaque commémore plusieurs guerres : celle de 1914-1918, 1939-1945 : T.O.E ainsi que celle d'Afrique du Nord. Il y a 91 morts inscrits à la commune de St-Pierre.